# Surfboard (canção)
"Surfboard" é uma canção instrumental por Antônio Carlos Jobim. A música foi compostar por Tom Jobim na praia de Ipanema depois de compra uma prancha de surfe para seu filho. inicialmente laçado no seu álbum americano The Wonderful World of Antônio Carlos Jobim em 1965, a música foi regravando por Tom Jobim nos álbuns A Certain Mr. Jobim (1967) com Claus Ogerman e Antonio Brasileiro de 1995.